# Delegació del Govern d'Espanya a Andalusia
La Delegació del Govern a Andalusia és l'organisme de l'Administració Pública d'Espanya, dependent de la Secretaria d'Estat de Política Territorial, pertanyent al Ministeri de Política Territorial i Funció Pública, encarregat d'exercir la representació del Govern d'Espanya a la comunitat autònoma d'Andalusia.

## Seu
La seu de la Delegació es troba a la Plaça d'Espanya, s/n (Torre Norte) de Sevilla.

## Delegats
| Dates del mandat | Dates del mandat | Delegat                          | Partit | Partit |
| ---------------- | ---------------- | -------------------------------- | ------ | ------ |
| 12.02.1982       | 03.09.1982       | Félix Manuel Pérez Miyares       |        | UCD    |
| 03.09.1982       | 29.12.1982       | José María Sanz-Pastor Mellado   |        | UCD    |
| 29.12.1982       | 06.11.1985       | Leocadio Marín Rodríguez         |        | PSOE   |
| 13.11.1985       | 30.04.1987       | Tomás Azurín Muñoz               |        | PSOE   |
| 07.12.1987       | 02.05.1993       | Alfonso Garrido Avila            |        | PSOE   |
| 02.05.1993       | 26.01.1996       | Amparo Rubiales Torrejón         |        | PSOE   |
| 26.01.1996       | 17.05.1996       | Juan José López Garzón           |        | PSOE   |
| 17.05.1996       | 06.09.2002       | José Torres Hurtado              |        | PP     |
| 06.09.2002       | 23.04.2004       | Juan Ignacio Zoido Álvarez       |        | PP     |
| 23.04.2004       | 27.08.2004       | José Antonio Viera Chacón        |        | PSOE   |
| 27.08.2004       | 15.10.2010       | Juan José López Garzón           |        | PSOE   |
| 15.10.2010       | 16.12.2011       | Luis García Garrido              |        | PSOE   |
| 23.12.2011       | 20.02.2015       | María del Carmen Crespo Díaz     |        | PP     |
| 20.02.2015       | 19.06.2018       | Antonio Sanz Cabello             |        | PP     |
| 19.06.2018       | En el càrrec     | Alfonso Rodríguez Gómez de Celis |        | PSOE   |

## Funcions
L'organisme està dirigit per un delegat, nomenat pel Govern, les funcions del qual, segons l'article 154 de la Constitució espanyola, són les de dirigir l'Administració de l'Estat al territori de la Comunitat Autònoma i la coordinarà, quan escaigui, amb l'administració pròpia de la Comunitat.

## Subdelegacions
El delegat del Govern a Andalusia està assistit per vuit subdelegats del Govern. Hi ha una subdelegació a cada província de la comunitat autònoma:
- Subdelegació del govern a la província d'Almeria (Carrer Arapiles, 19, 04071-Almería) ;
- Subdelegació del govern a la província de Cadis (Carrer Barcelona, 1, 11008-Cadis) ;
- Subdelegació del govern a la província de Còrdova (Plaza De la Constitución, 1, 14004-Còrdova) ;
- Subdelegació del govern a la província de Granada (Carrer Gran Vía de Colón, 50, 18071-Granada) ;
- Subdelegació del govern a la província de Huelva (Carrer Berdigón, 11-13, 21003-Huelva) ;
- Subdelegació del govern a la província de Jaén  (Plaça De las Batallas, 2, 23071-Jaén) ;
- Subdelegació del govern a la província de Màlaga (Passeig De Sancha, 64, 29071-Màlaga) ;
- Subdelegació del govern a la província de Sevilla (Plaça de España, S/N (Torre Norte), 41071-Sevilla).